# Trachyspermum
Trachyspermum Link, 1821 è un genere di piante angiosperme della famiglia delle Apiacee.

## Tassonomia
Il genere comprende le seguenti specie:
- Trachyspermum ammi (L.) Sprague
- Trachyspermum baluchistanicum Nasir
- Trachyspermum clavatum Nasir
- Trachyspermum confusum Hedge, Lamond & Rech.f.
- Trachyspermum falconeri (C.B.Clarke) H.Wolff
- Trachyspermum gedrosiacum (Bornm.) Hedge, Lamond & Rech.f.
- Trachyspermum halophilum Hedge, Lamond & Rech.f.
- Trachyspermum khasianum (C.B.Clarke) H.Wolff
- Trachyspermum pimpinelloides (Balf.f.) H.Wolff
- Trachyspermum podlechii (Leute) Hedge, Lamond & Rech.f.
- Trachyspermum reginei Ajani & Mozaff.
- Trachyspermum scaberulum (Franch.) H.Wolff ex Hand.-Mazz.
- Trachyspermum stewartii (Dunn) Hedge, Lamond & Rech.f.
- Trachyspermum triradiatum H.Wolff
- Trachyspermum villosum (Haines) P.K.Bhattach. & K.Sarkar